# Абдильотар
Абдильотар (ныне урочище Абдул-отар) — упразднённое село в Хасавюртовском районе Дагестана, Россия. На момент упразднения входило в состав Андрейаульского сельсовета. Упразднено в 1970-е годы.

## География
Располагалось на левом берегу канала Юзбаш, приблизительно в 3 км (по прямой) к северо-западу от посёлка Новый Сулак.

## История
По всей видимости возник в 1920-е годы как отселок села Андрейаул. По данным на 1926 год хутор Абдель-Отар состоял из 24 хозяйств, в административном отношении входил в состав Андрей-Аульского сельсовета Хасавюртовского района. Последний раз упомянут в Списках населённых пунктов ДАССР за 1970 г. в составе Андрейаульского сельсовета. Хутор являлся участком колхоза имени Ленина села Андрейаул.

## Население
| год       | 1926 | 1939 | 1970 |
| --------- | ---- | ---- | ---- |
| население | 95   | 124  | 126  |

Национальный состав
По переписи 1926 года на селение хутора составляли: кумыки — 97 %, аварцы — 3 %.